# Léon van Ockerhout
Léon François Marie Ghislain van Ockerhout, écuyer, né le 11 octobre 1829 à Bruges et mort le 11 février 1919 à Lophem, est un homme politique belge.

## Mandats et fonctions
De 1864 à 1874, Léon van Ockerhout est membre du Conseil provincial de Flandre-Occidentale. De 1872 à 1919, il est conseiller communal de Bruges puis de 1874 à 1878 et de 1879 à 1912, il est membre du Sénat belge.